# Растин, Байард
Байард Растин (англ. Bayard Rustin; 17 марта 1912 — 24 августа 1987) — один из лидеров американских общественных движений за гражданские и социальные свободы, социализм, ненасилие, а также за права ЛГБТ. Родился и вырос в Пенсильвании, где его семья принимала участие в борьбе за гражданские права. В 1936 году переехал в Гарлем, район Нью-Йорка. Там он зарабатывал на жизнь, исполняя песни на сценах и в ночных клубах, и продолжал активистскую деятельность за гражданские права.
В пацифистских группах «Братство примирения» (FOR) и «Лига противников войны» (WRL) Растин практиковал ненасильственные методы борьбы. Будучи до 1941 года членом Коммунистической партии, он сотрудничал с А. Филипом Рэндольфом в подготовке Вашингтонского марша в 1941 году, целью которого было оказать давление на власть и положить конец дискриминации в трудовых отношениях. Он был ведущим активистом Движения за гражданские права с 1947 по 1955 гг., помогая с 1947 года инициативе «Свободные поездки», которое привлекало внимание к проблеме расовой сегрегации, связанной с раздельной перевозкой чернокожих и белых пассажиров в автобусах. Признавая Мартина Лютер Кинга в качестве лидера движения, он помог ему организовать Конференцию южного христианского руководства, что позволило усилить влияние Кинга. Растин пропагандировал философию ненасилия и практики ненасильственного сопротивления, которые он почерпнул во время работы совместно с движением Махатмы Ганди в Индии.
Растин являлся ведущим стратегом американского Движения за гражданские права с 1955 по 1968 гг. Он был ведущим организатором Марша на Вашингтон за рабочие места и свободу — мирной акции протеста, состоявшейся в 1963 году, возглавляемой Мартином Лютером Кингом и А. Филиппом Рандолфом, афроамериканским профсоюзным лидером и социалистом. Растин также оказал влияние на молодых активистов, таких как Том Кан и Стокли Кармайкл, вовлечённых в организацию Конгресса за расовое равенство (CORE) и Студенческого координационного комитета ненасильственных действий (SNCC).
После принятия в 1964—1965 гг. поправок в законодательство о гражданских правах, Растин сфокусировал внимание на экономических проблемах рабочего класса и безработных афроамериканцев, полагая, что борьба за гражданские права перетекла из периода «протеста» в эру «политики», в которой чёрное сообщество должно объединиться с движением за права трудящихся. Растин стал лидером Института А. Филиппа Рэндольфа, входящего в состав Американской федерации труда — Конгресса производственных профсоюзов (АФТ-КПП), который способствовал сплочению профсоюзов, состоявших ранее только из белых, и помогала вовлекать в них афроамериканцев. Под руководством Растина Институт также проводил кампанию (с 1966 по 1968 гг.) «Бюджет свободы для всех американцев», связывая концепции расовой и экономической справедливости. Поддержанная более чем 200 известными борцами за гражданские права — членами профсоюзов, религиозными лидерами, учёными и другими — она обрисовывала план по ликвидации нищеты и безработицы в Соединенных Штатах в течение 10 лет. В 1972 году Растин стал почётным председателем Социалистической партии Америки, которая вскоре стала называться Социал-демократы США (SDUSA). Растин был национальным председателем SDUSA на протяжении 1970-х годов. В течение 1970-х и 1980-х Растин служил во многих гуманитарных миссиях, например, по оказанию помощи беженцам из коммунистического Вьетнама и Камбоджи. Он участвовал в гуманитарной миссии в Гаити, где и умер в 1987 году.
Растин был геем. В 1953 году он был арестован за гомосексуальное поведение (оно признавалось незаконным в некоторых штатах до 2003 года). Сексуальная ориентация Растина или, по меньшей мере, связанный с нею и ставший публичным его уголовный процесс, превратились в объект критики со стороны некоторых его соратников-пацифистов и лидеров движения за гражданские права, поскольку это уменьшало эффективность его деятельности. Политические оппоненты Растина, начиная от белых расистов и заканчивая чёрными националистами, с 1950-х до 1970-х годов подвергали его нападкам как «извращенца» или как «человека, оказывающего безнравственное влияние». Кроме того, его принадлежность до 1941 года к Коммунистической партии вызывала интерес у ФБР. Чтобы избежать подобных нападок, Растин редко выступал в качестве публичного докладчика. Он, как правило, являлся влиятельным закулисным советником лидеров движений за гражданские права. В 1980-х годах он стал общественным защитником на процессах против геев и лесбиянок.
В 1987 году после смерти Растина президент Рональд Рейган выступил с заявлением, высоко оценив его работу как борца за гражданские права и отметив изменения его политических взглядов в сторону неоконсерватизма, произошедшие в последние годы его жизни. 20 ноября 2013 года президент Барак Обама посмертно наградил Растина Президентской медалью Свободы.

## Молодые годы
Растин родился в Уэст-Честере, штат Пенсильвания в семье Флоренции Растин и Арчи Хопкинса. Его вырастили Джулия (Дэвис) и Дженифер Растин, дедушка и бабушка по материнской линии (при этом он думал, что те являются его родителями). Джулия Растин была квакером, хотя посещала Африканскую методистскую епископальную церковь, к которой принадлежал ее муж. Она была также членом Национальной ассоциации содействия прогрессу цветного населения (NAACP). Лидеры NAACP, такие У. Э. Б. Дюбуа и Джеймс Уэлдон Джонсон были частыми гостями в доме Растинов. Находясь под впечатлением этого общения на ранних этапах своей жизни, Растин в юности начал свою кампанию против расово дискриминационных законов Джима Кроу.
В 1932 году Растин поступил в Вилберфорский университет в Огайо (HBCU), действующий при Африканской методистской епископальной церкви, в котором исторически учились чернокожие. Будучи студентом Вилберфорского университета, Растин активно участвовал в ряде студенческих организаций, включая Братство Омега Сай Фай. Он ушел из Вилберфорса в 1936 году до сдачи своих последних экзаменов, и позже посещал Чейнийский педагогический государственный колледж (ныне Чейнийский университет Пенсильвании). Чейнийский университет посмертно торжественно удостоил Растина почетной степени «Доктор гуманитарных наук» в 2013 году.
После завершения подготовительной программы для активистов, организованной Американским комитетом Друзей на службе обществу (AFCS), Растин переехал в 1937 году в Гарлем и приступил к учебе в Городском колледже Нью-Йорка. Там он оказался вовлечен в кампанию по защите и освобождению «Парней из Скоттсборо», девятерых молодых чернокожих мужчин из Алабамы, которых обвиняли в изнасиловании двух белых женщин. На небольшой период времени в 1936 году он присоединился к Лиге молодых коммунистов, но позже разочаровался в компартии. Вскоре после прибытия в Нью-Йорк он стал членом Собрания на Пятнадцатой улице Религиозного общества Друзей (квакеров).
Растин был хорошим вокалистом-тенором, что принесло ему признание и музыкальную стипендию в обоих университетах, в Вилберфорском и Чейниском государственном педагогическом. В 1939 году он состоял в хоре при имевшем недолгую жизнь мюзикле, который поставил Поль Робсон. Блюз-исполнитель Джош Уайт также являлся участником, прошедшим кастинг, и позже пригласил Растина присоединиться к его группе «Джош Уайт и каролинцы». Это дало Растину возможность постоянно выступать в ночном клубе «Café Society» в районе Гринвич Виллидж, а также расширило его социальные и интеллектуальные связи. В период с 1950-х по 1970-е годы студия «Fellowship Records» выпустила несколько альбомов с его участием.

## Политическая философия
Личная философия Растина черпала вдохновение из комбинации квакерского пацифизма с социализмом (связанного, прежде всего с личностью А. Филипа Рэндольфа) и теории ненасильственного протеста, распространявшейся Махатмой Ганди.

## Эволюция партийной принадлежности
Следуя директивам из Советского Союза, Коммунистическая партия США (CPUSA) и ее члены участвовали в движении за гражданские права афроамериканцев. Следуя сталинской «теории национализма», CPUSA выступала за создание отдельного национального образования афроамериканцев на юго-восточных территориях США — центре сосредоточения чернокожего населения. В 1941 году, после нападения Германии на Советский Союз, Коминтерн приказал CPUSA переключится с работы по гражданским правам на призывы к правительству США вступить во Вторую мировую войну.
Утратив иллюзии, Растин начал сотрудничать с членами Социалистической партии Нормана Томаса, в частности с А. Филипом Рандольфом, главой Братства проводников спальных вагонов; еще одним наставником-социалистом был пацифист А. Й. Масти, лидер Товарищества примирения (FOR).
Эти трое предложили провести в 1941 году марш на Вашингтон в знак протеста против расовой сегрегации в вооруженных силах и распространения дискриминации в трудовых отношениях. Встретившись с президентом Рузвельтом в Овальном кабинете, Рэндольф уважительно и вежливо, но твердо сказал ему, что афроамериканцы пойдут маршем на столицу, если десегрегация не произойдет. Чтобы подтвердить свою добросовестность, организаторы отменили планировавшийся марш после того, как Рузвельт выпустил приказ 8802 (Акт о справедливом труде), который запрещал дискриминацию в оборонных отраслях промышленности и органах государственной власти. Десегрегация в вооруженных силах не проводилась вплоть до 1948 года, пока соответствующий приказ не издал президент Гарри Трумэн.
Растин посещал Калифорнию, чтобы помочь защитить собственность более чем 120 000 японских американцев, которые были помещены в специальные лагеря для интернированных. Впечатленный организаторскими способностями Растина, А. Й. Масти назначил его секретарем по основным вопросам и отношениям со студентами Товарищества примирения (FOR).
Растин был также инициатором движения за десегрегацию автобусных перевозок между штатами. В 1942 году в Луисвилле он зашел в автобус, который направлялся в Нэшвил, и сел во второй ряд. Несколько водителей просили его пересесть назад, в соответствии с практикой применения закона Джима Кроу в южных штатах, но Растин отказался. Когда тот автобус был остановлен полицией в 13 милях к северу от Нэшвила, Растин был арестован. Его избили и забрали в полицейский участок, но вскоре отпустили без предъявления обвинений.
В 1942 году Растин помогал двум другим сотрудникам Товарищества примирения, Джорджу Хаузеру и Джеймсу Фармеру-младшему, а также активистке Бёрнис Фишер, при создании Конгресса расового равенства (CORE). Растин не был прямым соучредителем, но являлся «дядей CORE», как позже говорили Фармер и Хаузер. CORE задумывался как пацифистская организация, основанная на трудах Генри Дэвида Торо. Созданная после того, как уже стал известен гандийский опыт ненасильственного противостояния британскому владычеству в Индии, деятельность Конгресса находилась под влиянием книги протеже лидера индийского сопротивления Кришналала Шридхарани «Война без насилия».
Объявив себя пацифистами, отказывающимися проходить военную службу, Растин, Хаузер и другие члены FOR и CORE были обвинены в нарушении Закона о воинской повинности. С 1944 по 1946 годы Растин содержался в Льюисбургской федеральной тюрьме, где он организовывал протесты против сегрегированного питания. Во время своего заключения Растин также организовал относящийся к FOR Комитет свободной Индии. После своего освобождения из тюрьмы, он неоднократно арестовывался во время протестных акций против колониального господства Британии в Индии и Африке.
Незадолго до своей поездки в Африку, Растин, будучи секретарем FOR, записал 10-дюймовую пластинку для студии звукозаписи «Fellowship Records». Он спел песни в жанре спиричуэлс, а также исполнил композиции эпохи Елизаветы I под аккомпанемент Маргарет Дэвисон, игравшей на клавесине.

## Влияние на движение за гражданские права
В 1947 году Растин и Хаузер выступили организаторами Путешествия примирения. Это была первая из «Свободных поездок», призванная проверить на практике действие судебного прецедента Верховного Суда США, изданного по делу Ирэн Морган против Содружества Вирджиния, который запрещал, как противоречащую конституции, расовую дискриминацию при автобусной перевозке пассажиров между штатами. Растин и исполнительный секретарь CORE Джордж Хаузер набрали команду из четырнадцати человек, разделенных поровну по расовому признаку, чтобы в парах проехать через Вирджинию, Северную Каролину, Теннесси и Кентукки. Национальная ассоциация содействия прогрессу цветного населения (NAACP) выступала против гандианской тактики CORE, считая ее слишком мягкой. Участников «Свободной поездки» арестовывали несколько раз. Арестованный вместе с еврейским активистом Игалом Руденко, Растин провел 22 дня на обязательных работах, скованный цепями с другими нарушителями порядка, за несоблюдение федерального закона Джима Кроу о раздельном нахождении в общественном транспорте.
В 1948 году Растин ездил в Индию, чтобы изучать методы ненасильственного гражданского противостояния непосредственно от лидеров движения Ганди. Эта встреча проводилась еще до убийства Ганди, которое произошло позже в том же году. Между 1947 и 1952 гг. Растин также встречался с лидерами движений за независимость в Гане и Нигерии. В 1951 он основал Комитет поддержки Южно-Африканского сопротивления, который позже стал называться Американский комитет по Африке.

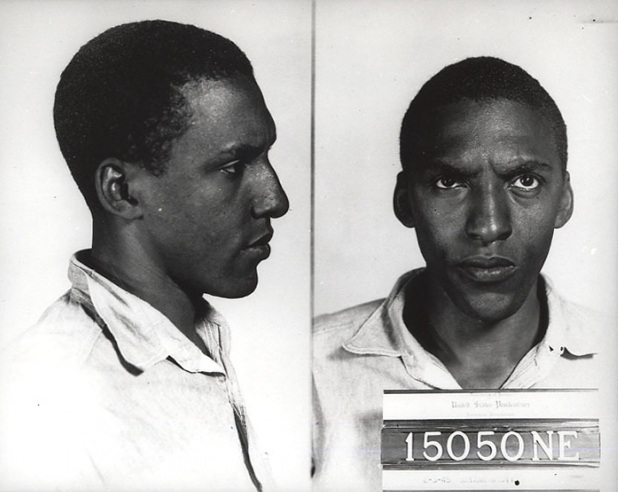
Тюремное фото

Растин был арестован в Пасадине, Калифорния в 1953 году за действия сексуального характера с двумя другими мужчинами в припаркованной машине. Изначально обвиненный в бродяжничестве и непристойном поведении, он признал себя виновным только в одном — меньшем по тяжести проступке — «сексуальном извращении» (так тогда официально квалифицировали содомию, происходившую пусть даже и при обоюдном согласии), и провел 60 дней в тюрьме. Тогда о его гомосексуальности в первый раз было объявлено публично. Он был и оставался открытым в вопросе своей сексуальной ориентации, хотя гомосексуализм был тогда еще криминализирован в Соединенных Штатах. После этого осуждения он был исключен из рядов Товарищества примирения (FOR). И стал исполнительным секретарем Лиги противников войны.
Растин был также необъявленным участником группы Американского комитета Друзей на службе обществу, выпустившей в 1955 году издание «Говорить властям правду: Опыт квакерского поиска альтернативы насилию». Это было одно из наиболее важных и широко обсуждаемых пацифистских эссе в Соединенных Штатах. Растин хотел сохранить своё участие в проекте в тайне, так как думал, что его ставшая известной сексуальная ориентация будет использована в качестве повода для критики 71-страничного памфлета после публикации. В нем анализировалась Холодная война, отношение к ней американцев, а также приводились рекомендации по ненасильственным путям ее преодоления.
Растин покинул Лигу противников войны в 1956 году, чтобы помогать священнику Баптистской церкви Мартину Лютеру Кингу-младшему в ведении Гандианской тактики. Кинг организовал бойкот общественного транспорта в Монтгомери, Алабама, который стал известен как Бойкот автобусных линий в Монтгомери. Растин говорил: «Я думаю было бы справедливым сказать, что перед началом бойкота у доктора Кинга практически не существовало взгляда в пользу использования ненасильственной тактики. Иными словами, доктор Кинг позволял охранять самого себя, своих детей и свой дом с помощью оружия». Растин убеждал Кинга отказаться от вооруженной защиты, включая ношение персонального оружия. В 1964 году в интервью с Робертом Пенном Уорреном в рамках подготовки к публикации книги «Кто заступится за чернокожего?» Растин также отметил, что в целом его идеология начинала отличаться от идеологии Кинга. Он верил, что общественные движения «должны основываться на коллективных потребностях людей существующего времени, в независимости от цвета их кожи, их религии, расы».
В следующем году Растин и Кинг организовали Конференцию южного христианского руководства (SCLC). Многие афроамериканские лидеры были обеспокоены, полагая, что сексуальная ориентация Растина и его коммунистическое прошлое ослабит поддержку движения за гражданские права. Конгрессмен Адам Клэйтон Пауэлл-младший, который был членом правления SCLC, в 1960 году вынудил отправить Растина в отставку из SCLC, под угрозой обсуждения в Конгрессе вопроса о безнравственности Растина. Хотя Растин не скрывал своей сексуальной ориентации, и юридические обвинения против него были в публичном доступе, все это не обсуждалось за пределами круга лидеров движения за гражданские права.

### Марш на Вашингтон

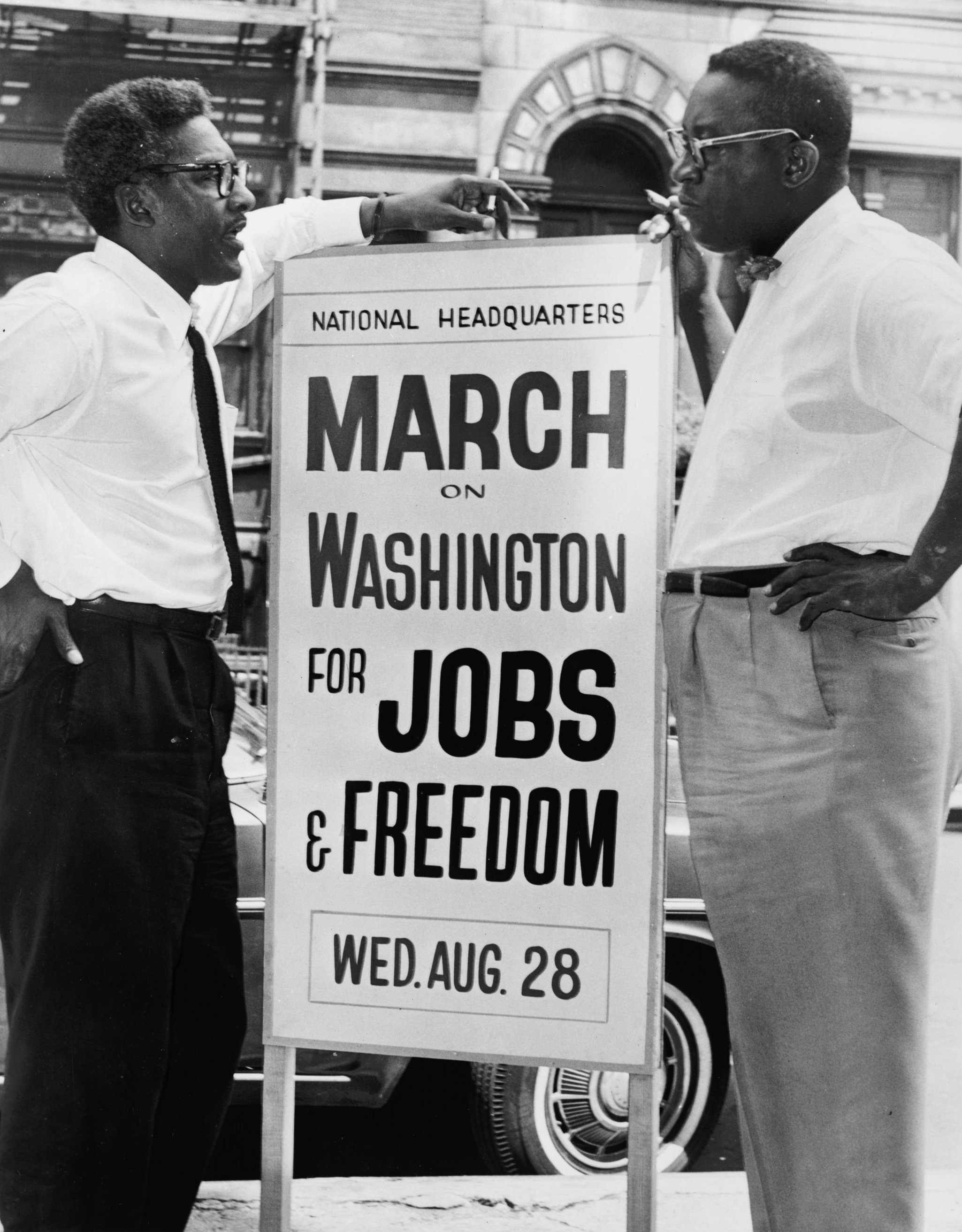
Растин и Кливленд Робинсон, 7 августа 1963 г.

Несмотря на настороженное отношение со стороны некоторых лидеров движения за гражданские права, в момент, когда в Вашингтоне собралось беспрецедентное количество людей, Рандолф протолкнул кандидатуру Растина на роль организатора.
За несколько недель до Марша на Вашингтон за рабочие места и свободу, в августе 1963 года, сенатор Стром Термонд выступал с обличительной речью против Растина как «коммуниста, уклониста и гомосексуалиста» и имел при себе все записи, связанные с арестом в Пасадине и занесенные в протокол. Термонд также использовал фотографии, сделанные Федеральным бюро расследований, на которых был изображен Растин, разговаривающий с Кингом в то время, как тот принимал ванну, чтобы убедить людей, что между ними были гомосексуальные отношения. Оба они отвергали обвинения в подобных связях.
Растин выступал главным инструментом при организации марша. Он задействовал не находящихся при исполнении служебных обязанностей полицейских в качестве дружинников и капитанов автобусов, чтобы они помогали направлять их движение, а также составил список выступающих ораторов. В этом ему помогали Элеонора Холмс Нортон и Рэйчел Хоровиц. Несмотря на лояльность Растину со стороны Кинга, председатель NAACP Рой Вилкинс не хотел, чтобы первый получил какую бы то ни было публичную поддержку за свою роль в планировании марша. Тем не менее, он стал хорошо известен людям. 6 сентября 1963 года фотография Растина и Рандолфа была помещена на обложку журнала Life с заголовком «Лидеры» Марша.

### Бойкот школ Нью-Йорка
В начале 1964 года, преподобный Милтон Галамисон и другие лидеры Гарлемского сообщества пригласили Растина помочь в координации общегородского бойкота публичных школ, чтобы выразить протест касательно их де-факто сегрегации. Перед бойкотом организаторы предложили Исполнительному Комитету Объединенной федерации учителей присоединиться к бойкоту или пригласить учителей поучаствовать в пикете. Союз отказал в этой просьбе, пообещав только выступить в защиту тех учителей, которые будут участвовать в бойкоте. Более чем 400 000 ньюйоркцев приняли участие в однодневном бойкоте 3 февраля 1964 года. Историк Даниэль Перлштейн отметил, что "газеты были поражены как количеством чернокожих и пуэрто-риканских родителей и детей, которые бастовали, так и полным отсутствием насилия или нарушений порядка со стороны протестующих. Это была, как сказал Растин — и газеты подтверждали — «крупнейшая гражданская демонстрация» в истории Америки. Растин говорил, что «движение по объединению школ создает масштабные перспективы» для учителей, в той же степени, что и для учеников.
Протестующие требовали полного объединения городских школ (которое бы, в свою очередь, потребовало, чтобы некоторые белые посещали школы, расположенные в черных кварталах), и это было трудной для решения задачей для коалиции афроамериканцев и белых либералов. Вызванный «белый вопрос» повлиял на отношения между черными лидерами. В обращении к чернокожим лидерам профсоюзов Растин осудил Галамисона за желание провести еще один бойкот весной и вскоре отказался от участия в коалиции.
18 мая Растин организовал марш под лозунгом «максимально возможная интеграция». Рассказывает Перлштейн: «Эта цель должна была быть достигнута с помощью несложных программ по строительству крупных школ и замене неполных средних школ на полные. Объединенная федерация учителей и другие умеренные белые поддержали майский митинг, но пришло только четыре тысячи протестующих, и Совет по образованию не так радикально отреагировал на более мягкую форму майской демонстрации по сравнению с более конфронтационной формой бойкота».
Когда Растина пригласили выступить в Университете Вирджинии в 1964 году, некоторые школьные директора пытались запретить его выступление, боясь, что он может организовать бойкот и там. Этот — один из ведущих государственных университетов — и местные школы все еще были сегрегированы.

### От акций протеста к политике
Весной 1964 года преподобный Мартин Лютер Кинг рассматривал возможность назначения Растина на должность исполнительного директора SCLC, однако находился под давлением Стэнли Левисона, долгое время являвшегося другом Растина по общественной деятельности, который выступал против такого решения. Делал он это по причине того, что усматривал во взглядах Растина рост внимания к идеям политического теоретика Макса Шехтмана. «Шехтманистов» описывали как группу идеологического культа с ярко выраженной антикоммунистической позицией и расположенностью к Демократической партии и АФТ-КПП.
На Национальном съезде Демократической партии 1964 года, который последовал за Летом Свободы в Миссисипи, Растин стал советником Партии свободной демократии Миссисипи (MFDP). Ее члены пытались получить признание в качестве законных, и не поддерживающих Джима Кроу делегатов от своего штата, где чернокожие были официально лишены права голоса с начала века (как правило, они были лишены его на всем Юге) и исключены из официальной политической системы. Лидеры съезда Линдон Джонсон и Хьюберт Хамфри предложили только два не голосующих места для MFDP с расположением рядом с регулярно выступающей за сегрегацию делегацией штата Миссисипи. Растин, следуя линии, установленной Шехтманом и лидерами АФТ-КПП, призвал MFDP принять предложение. Лидеры MFDP, в том числе Фанни Лоу Хаммер и Боб Мозес, гневно отвергли возможность такого соглашения; многие из их сторонников стали очень подозрительно относиться к Растину. В попытке достигнуть компромисса, Растину пришлось обратился к руководству Демократической партии.

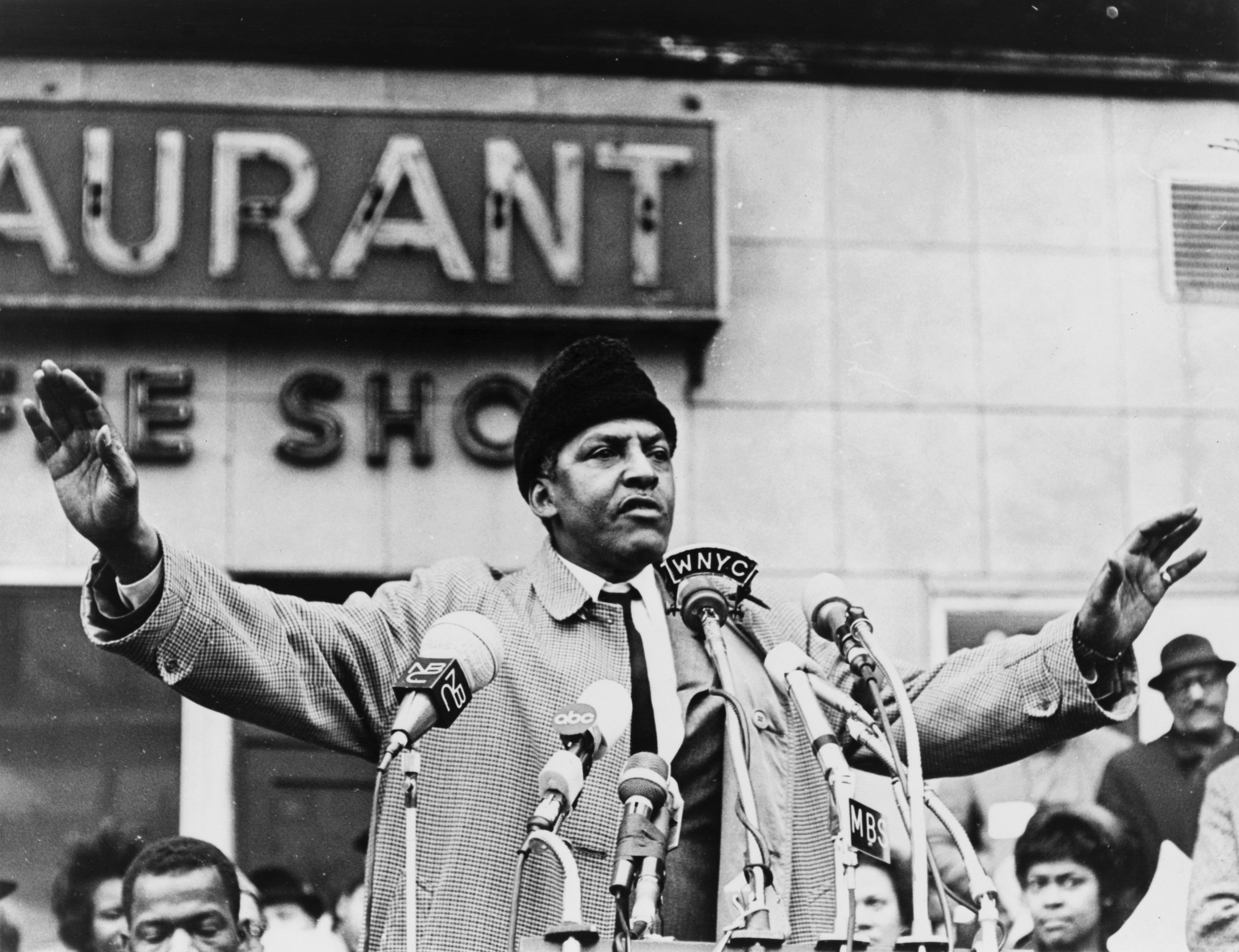
Б.Растин, 1965 г.

После принятия Закона о гражданских правах в 1964 году Растин выступал с поддержкой более тесных связей между движением за гражданские права и Демократической партией, в частности, той ее частью, которая состояла из представителей белого рабочего класса, имевших тесные связи с профсоюзами. В 1964 году Растин и Том Кан написали оказавшую влияние статью под названием «От протеста к политике», которая была опубликована в журнале «Commentary». В ней проводился анализ меняющейся экономики и последствия этого для афроамериканцев. Растин пророчески написал, что рост автоматизации позволит сократить спрос на низкоквалифицированные высокооплачиваемые рабочие места, и это может поставить под угрозу положение городского афроамериканского рабочего класса, особенно в северных штатах. Он считал, что рабочий класс должен сотрудничать ради общих экономических целей без оглядки на расовый признак. Его пророчество было признано сбывшимся в части смены местожительства и потери рабочих мест для многих городских афроамериканцев в связи с реструктуризацией промышленности в последующие десятилетия.
Растин верил, что афроамериканской общине необходимо изменить свою политическую стратегию, выстроить и укрепить политический альянс с преимущественно белыми профсоюзами и другими организациями (церквями, синагогами и т. д.) для достижения общих экономических целей. Он писал, что тогда было самое время для того, чтобы перейти от протеста к политике. Анализ экономических проблем афроамериканского сообщества, произведенный Растином, оказал достаточно широкое влияние.
Он также утверждал, что афроамериканской общине угрожает привлекательная политика расовой идентичности, в частности, усиление «Черной власти». Он считал, что эта позиция была фантазией среднего класса черных людей, которые повторяли политические и моральные ошибки предыдущих черных националистов и отталкивали белых союзников, необходимых сообществу афроамериканцев. Историк Рэндалл Кеннеди отметил позже, что, в то время как у Растина было общее «презрение к национализму», он имел «очень неоднозначное отношение к еврейскому национализму» и «неустанно поддерживал сионизм».
Главный редактор журнала «Commentary» Норман Подгорец выпустил статью Растина, и эти двое мужчин оставались интеллектуально и дружески связаны в течение следующих 20 лет. Подгорец и его журнал способствовали развитию неоконсервативного движения, что имело позитивные последствия как для инициатив в области гражданских прав, так и для экономической сферы общества. В 1985 году Растин публично похвалил Подгореца за отказ «потворствовать меньшинствам» и его позицию против введения в действие квот при найме на работу, а также против введения образовательных программ для черных в колледжах.
Из-за этой позиции Растина часто критиковали за «продажность» многие из его бывших коллег по движению за гражданские права, особенно те, которые были связаны с организацией инициатив «снизу». Они утверждали, что его заманивали материальные удобства, которые приходили с переходом к менее радикальному и более профессиональному типу активности. Рэндалл Кеннеди написал в статье 2003 года, что описание Растина как «купленного человека» является «по меньшей мере отчасти истинным», в то время как биограф Джон Д’Эмилио отвергает эти характеристики.

### Движение за трудовые права: профсоюзы и социал-демократия
Растин усердно работал для усиления позиций движения за трудовые права, которое он рассматривал в качестве первостепенной среди других возможностей для увеличения влияния афроамериканского сообщества и для развития экономической справедливости для всех американцев. Благодаря поддержке как профсоюзов, так и политиков, придерживающихся социал-демократических взглядов, он внес вклад в развитие двух аспектов деятельности движения за трудовые права: экономического и политического. Он основал Институт А. Филиппа Рэндольфа, который координировал работу АФТ-КПП над проектами в области гражданских прав и экономической справедливости, и стал его директором. Также он стал постоянным колумнистом газеты, издающейся от имени АФТ-КПП.
С политической точки зрения, в рамках деятельности на благо движения за трудовые права Растин увеличил свою узнаваемость в качестве лидера американской социал-демократии. В начале 1972 года он стал национальным сопредседателем Социалистической партии Америки. В декабре 1972 года, после того, как Социалистическая партия путём голосования (73 «за», 34 «против») изменила своё название на Социал-демократов США (SDUSA), Растин продолжал работать в качестве национального сопредседателя, вместе с Чарльзом С. Циммерманом из Международного союза портье женской одежды (ILGWU). В своей вступительной речи на Конференции в декабре 1972 года, сопредседатель Растин призвал SDUSA начать действовать организованно против «реакционной политики администрации Никсона». Растин также подверг критике «безответственность и элитарность либералов „Новой политики“». В более поздние годы Растин являлся национальным председателем SDUSA.

### Внешняя политика
Как многие американские либералы и социал-демократы, Растин поддерживал политику «сдерживания коммунизма», проводимую президентом Линдоном Джонсоном, при этом подвергая критике некоторые ее моменты. Так, чтобы поддержать независимые профсоюзы и политическую оппозицию во Вьетнаме Растин и ряд других деятелей высказали критическую поддержку военного вмешательства США во Вьетнам, призывая при этом к подписанию мирного договора на основе переговоров и к проведению демократических выборов. Однако Растин подвергал критике методы ведения этой войны. Например, в письме, целью которого был сбор финансовых средств, направленном в адрес сторонников Лиги противников войны в 1964 году, Растин писал о своем «возмущении и унижении, которые он чувствует, зная какого рода война ведется: война пыток, война, в которой гражданские лица расстреливаются пулеметом из воздуха, и в которой американский напалм сбрасывается на деревни».
Наряду с Аллардом Ловенштейном и Норманом Томасом Растин работал со спонсируемым ЦРУ Комитетом по свободным выборам в Доминиканской Республике, который получил «международное доверие после выборов 1966 года, эффективно сфальсифицированных против бывшего социалистического президента Хуана Боша». На протяжении 1970-х и 1980-х годов Растин работал в организации Freedom House в качестве наблюдателя за ситуацией с соблюдением прав человека и проведением свободных выборов.
В 1970 году Растин призвал правительство США использовать военную авиацию для участия в борьбе на стороне Израиля против арабских государств. Судя по его статье в New York Times, Растин написал премьер-министру Голде Меир: «…Я надеюсь, что это объявление также окажет влияние на серьезный внутренний вопрос, а именно: на отношения между еврейскими и негритянскими общинами в Америке». Растин был заинтересован в объединении усилий этих двух групп, которые, как он утверждал, сталкиваются с дискриминацией в Америке и за ее пределами. Он также верил, что израильские демократические идеалы послужат гарантией преобладания справедливости и равенства на арабских территориях несмотря на зверства войны. Его бывшие коллеги по движению за мир расценили это как предательство Растиным ненасильственных идеалов.
Бедственное положение евреев в Советском Союзе напоминало Растину о проблемах, с которыми сталкиваются чернокожие в Соединенных Штатах. Советские евреи столкнулись со многими из тех же форм дискриминации в сфере занятости, образования и жилья, а также были заключены в пределах собственной страны, будучи лишены советскими властями возможности эмигрировать. После обнаружения несправедливости, с которой столкнулись советские евреи, Растин стал ведущим голосом в пропаганде движения за возможность перемещения евреев из Советского Союза в Израиль. Он работал в тесном сотрудничестве с сенатором Генри Джексоном из Вашингтона, который инициировал принятие законодательных актов, что усложнило торговые отношения с Советским Союзом из-за отношения к евреям.
Позже Растин оставался верен своим резким антисоветским и антикоммунистическим взглядам, особенно в контексте проблем Африки. Растин в соавторстве с Карлом Гершманом (бывшим директором Партии социал-демократов США и в будущем назначенца от Рональда Рейгана) написал эссе, под названием «Африка, советский империализм и отступление американской мощи», в котором он осудил российское и кубинское участие в гражданской войне в Анголе и защищал военное вмешательство Южной Африки, в которой тогда проводилась политика апартеида, от имени Национального фронта освобождения Анголы (FNLA) и Национального союза за полную независимость Анголы (UNITA). «И если южноафриканские силы вмешиваются по настоянию черных лидеров и на стороне сил, которые четко представляют черное большинство в Анголе, чтобы противостоять неафриканской армии кубинцев, в десять раз превышающей их размеры, по какому политическому стандарту это решение является аморальным?» Растин обвинил Советский Союз в стремлении достичь классические империалистические цели в Африке в погоне за экономическими ресурсами и жизненно важными морскими путями, и назвал администрацию Картера «лицемерной» за утверждение, что стремления к благополучию чернокожих недостаточно, чтобы помешать планам России и Кубы по расширению сферы влияния на всю Африку.
В 1976 году Растин совместно с Полом Нитце, руководителем проекта ЦРУ Team B, помог основать Комитет по существующей опасности (CPD). CPD способствовал распространению спорных разведывательных данных Team B о советской внешней политике, используя их в качестве аргумента против заключения соглашений по контролю над вооружениями, таких как ОСВ-2. Это укрепило роль Растина как одного из лидеров в неоконсервативном движении.

### Права геев
Он также выступал в защиту Закона штата Нью-Йорк о правах геев. В 1986 году он выступил с речью «Геи — это новые негры», в которой он заявил:
Сегодня черные больше не являются лакмусовой бумажкой или барометром социальных изменений. Черные присутствуют в каждом сегменте общества, и есть законы, которые помогают защитить их от расовой дискриминации. Новыми «неграми» являются геи … Именно в том смысле, что геи являются новым барометром социальных изменений … Вопрос социальных изменений должен решаться с учетом прав наиболее уязвимой группы — геев.
В то время как существует тенденция описывать Растин в качестве новатора идеи «каминг-аута», истина является более сложной. В 1986 году Растин был приглашен принять участие в написании книги «Настоящая жизнь: антология черного гея». Он отказался, объяснив:
Я не был вовлечен в борьбу за права геев, как нынешняя молодежь. …Я не совершал «каминг-аут» добровольно — обстоятельства заставили меня. В то время у меня не было проблем с тем, что меня публично знали как гея, и было бы нечестно с моей стороны говорить, что я был в авангарде борьбы за права геев. …Я принципиально считаю вопрос о сексуальной ориентации личным делом каждого. И поэтому, это не было тем фактором, который оказал бы значительное влияние на мою активистскую деятельность.
Растин не участвовал в какой-либо деятельности по защите прав геев до 1980-х годов. Его убедил заняться этим его партнер Уолтер Нэгл, который сказал, «думаю, что если бы я не был в офисе в то время, когда приходили эти приглашения [из организаций геев], он, вероятно, не принимал бы их».

## Смерть. Убеждения

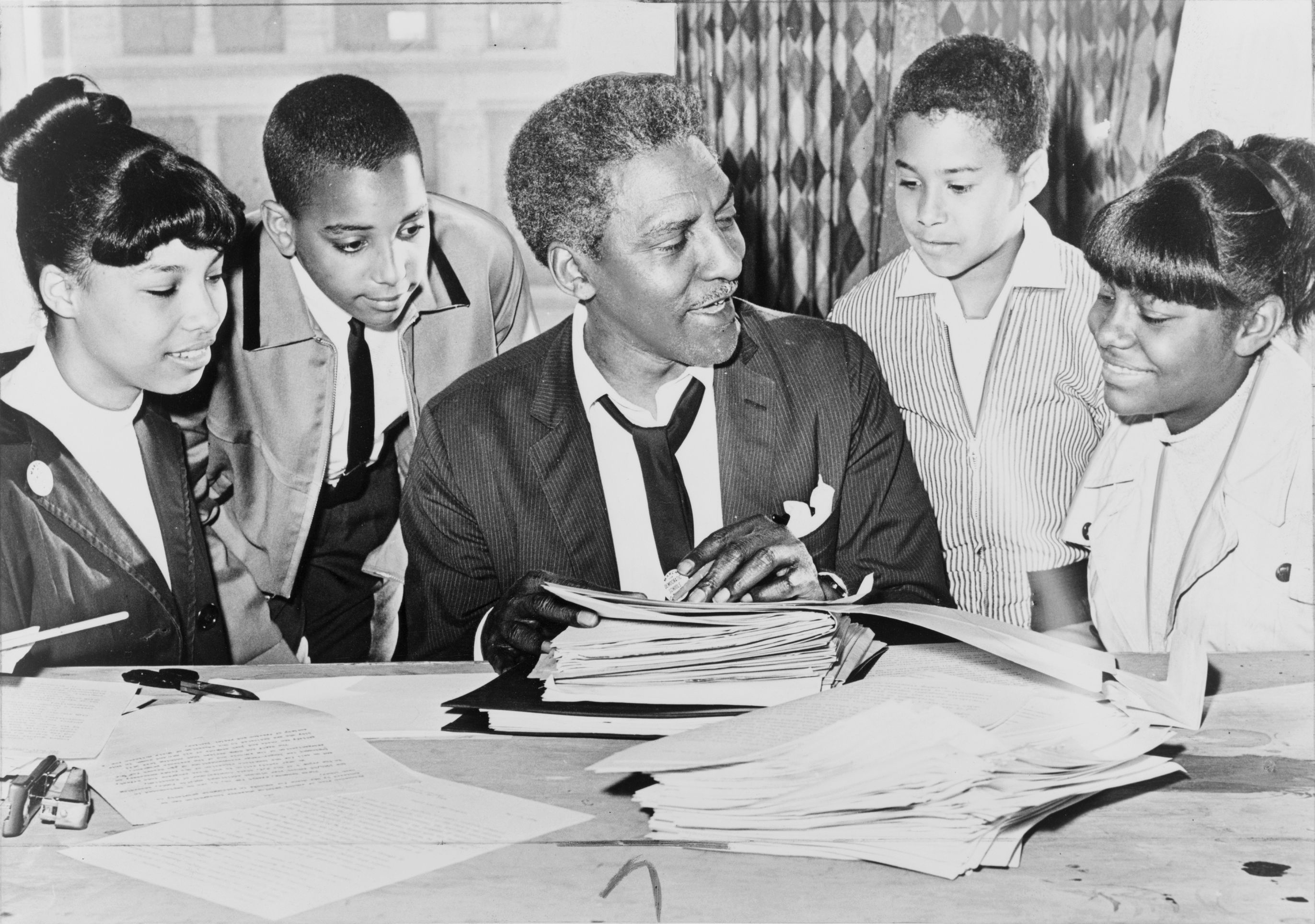
Растин разговаривает с активистами движения за гражданские права перед демонстрацией, 1964

Растин умер 24 августа 1987 года от разрыва аппендицита. В некрологе в New York Times говорилось:
оглядываясь назад на свою карьеру мистер Растин, квакер, как-то написал: «принципиальными факторами, которые повлияли на мою жизнь, были: 1) ненасильственные тактики; 2) конституционные методы борьбы; 3) демократические методы работы; 4) уважение человеческой индивидуальности; 5) вера, что все люди едины».
В последние десять лет Растин жил со своим партнером Уолтером Нэглом.
По случаю смерти Растина президент Рональд Рейган выступил с заявлением, в котором отметил его деятельность в защиту гражданских прав и «прав человека во всем мире». Он добавил, что Растина «осудили бывшие друзья, потому что он никогда не отказывался от своей убежденности в том, что меньшинства в Америке могут и будут добиваться успеха благодаря индивидуальным заслугам их представителей».

## Наследие
Растин «выпал из списка знаменитых грандов борьбы за гражданские права» отчасти потому, что был активным скорее за кулисами, а также из-за испытываемого обществом дискомфорта, связанного с его сексуальной ориентацией и коммунистическим прошлым. Кроме того, уклон убеждений Растина в сторону неоконсерватизма в конце 1960-х привел его к разногласиям с большинством лидеров движения за гражданские права и вызвал ослабление его репутации. Однако вышедший в 2003 году документальный фильм «Брат по несчастью: Жизнь Байарда Растина», номинированный на приз Большого жюри кинофестиваля «Сандэнс», и мероприятия, проводимые в марте 2012 года в честь столетия со дня рождения Растина, внесли свой вклад в переосмысление вопроса о признании его весомой роли.
Растин упоминается в качестве влиятельного участника неоконсервативного движения, начиная с участия в Коалиции за демократическое большинство в начале 1970-х, организации, которая помогла возрождению Комитета по существующей опасности.
Согласно словам Даниэля Ричмана, бывшего помощника судьи Верховного суда США Тергуда Маршалла, дружба между Маршаллом и Растиным, который был открыт в вопросе своей гомосексуальности, сыграла значительную роль в принятии Маршаллом стороны меньшинства в решении суда по позже пересмотренному делу Бауэрс против Хардвика (5 голосов «за» и 4 «против»), которое подтверждало конституционность законов штата, запрещающих содомию.
Несколько зданий были названы в честь Растина, в том числе Образовательный комплекс Байарда Растина, расположенный в Челси, Манхэттен; Высшая школа Байарда Растина в его родном городе Вэст-Честере, Пенсильвания; Библиотека Байарда Растина в Общественном центре признания геев и лесбиянок во Ферндэле, Мичиган; и Центр социальной справедливости Байарда Растина в Конвэе, Арканзас.
В июле 2007 года, с разрешения Дома Байарда Растина, группа лидеров афроамериканских ЛГБТ-сообществ из Сан-Франциско официально объявила о создании ЛГБТ-коалиции Байарда Растина (BRC) с целью способствовать более широкому участию в избирательном процессе, решению проблем развития гражданских и личных прав, а также содействия сохранению наследия мистера Растина. Кроме того, Центр ЛГБТ Байарда Растина для содействия деятельности, осведомленности и примирения находится в Гилфордском колледже, квакерском учебном заведении. Будучи ранее Ресурсным центром поддержки гомосексуалов, он был вновь открыт с разрешения Дома Байарда Растина в марте 2011 года, при этом с торжественной речью по этому случаю выступила активистка движения за социальную справедливость Мэнди Картер.
Биографический художественный фильм про Байарда Растина был назван «Из прошлого» (Out of the Past).
Властями штата Пенсильвания в Вест-Честере на Линкольн-Авеню и Монтгомери-Авеню установлена памятная табличка в память о его успехах в Хендерсонской Высшей школе, которую он посещал.
В 2012 году Растин был включен в список Legacy Walk, открытого публичного показа, который проводился в рамках мероприятий, посвященных истории сообщества ЛГБТ, а также известным его представителям.
Растину посмертно присвоили звание Почетного члена в Дельта Фай Ипсилон — студенческом братстве геев, бисексуалов и прогрессивных людей.
В 2013 году имя Растина было высечено в Зале славы Департамента труда США.
8 августа 2013 года президент Барак Обама объявил, что он посмертно присуждает Растину Президентскую медаль Свободы, высшую награду США. В пресс-релизе по этому поводу было сказано следующее:
Байард Растин был непреклонным активистом за гражданские права, достоинство и равенство для всех. Советник преподобного доктора Мартина Лютера Кинга-младшего, он способствовал развитию идей ненасильственного сопротивления, принимал участие в одной из первых «Свободных поездок», организовал в 1963 году Марш на Вашингтон, и неустанно боролся за права маргинальных сообществ как на родине, так и за рубежом. Открыто являясь геем-афроамериканцем, мистер Растин одновременно стоял на нескольких боевых позициях в борьбе за равные права.
На церемонии, проходившей в Белом доме 20 ноября 2013 года, президент Обама вручил награду Растина Уолтеру Нэглу, который являлся партнером Растина в течение последних десяти лет его жизни.